# Путо
Путо (на италиански: putto, на латински: putus - момченце, бебе), в мн. ч. пути, е художествен образ на момченце, срещан в изкуството на Ренесанса, Барока и Рококо. Тази фигура изобразява закръглено мъжко дете, обикновено голо и понякога с крила. Първоначално ограничено до профанните страсти в символизма, путото започва да представлява свещения херувим, а в бароковото изкуство – вездесъщността на Бога. Путо, представляващ купидон, се нарича още аморино (от итал. amorino, в мн. ч. amorini) или аморето (на итал. amoretto, в мн. ч. amoretti).

## Етимология
По-често срещаната форма putti е множествено число на италианската дума putto. Италианската дума идва от латинската дума putus, което означава „момче“ или „дете“. Днес на италиански putto означава или „крилато детенце“, или по-рядко „момченце“. Би могло да произлиза от същия индоевропейски корен като санскритската дума "putra" (което означава „дете-момче“ за разлика от „син“), от авестийската puθra-, от староперсийската puça-, от пехлевийската (средноперсийската) pus и pusar, всички означаващи „син", и от новоперсийската pesar – „момче, син“.

## История
Образът на малки голи или полуголи деца през Ренесанса и Класическото изкуство датира от древния Ерос или Купидон. В Късната античност - елинистичното и римско изкуство, белязано от чертите на хедонизма, вместо Ерос – най-древното божество, син на Афродита (Венера), заедно с Гея, Хаос и Тартар, които въплъщават един от космогоничните принципи, започват да изобразяват "erotes" (при римляните „амурчета“) - малки крилати създания. Образът им се комбинира с образа на латинските гении, олицетворяващи душата (обикновено мъжка). Малките фигури на купидони и ероти са удобни за запълване на празните пространства в тесните композиции от релефи на триумфалните арки, надгробните паметници и саркофазите. Първите християни заимстват много образи от древната митология. За да изобразят ангели и християнски души, готови за Възкресението, те използват езически купидони, първоначално крилати (такива изображения се виждат на барелефите на римските саркофази от 3-5 век сл. н. е.), например в нартекса на базиликата Сан Лоренцо Фуори ле Мура в Рим (IV век). В мозайките на мавзолея Санта Костанца в Рим (306-337 г.) изображенията на „деца-гении, толкова малко приличащи на деца“ са без крила.
Путите са класически мотив, който се среща предимно върху детски саркофази от 2 век, където са изобразени като биещи се, танцуващи, участващи във вакханлийски ритуали, спортуващи и прочие. 
В средновековното изкуство образът на християнски ангел се формира въз основа на древната фигура на крилатата богиня на победата Виктория (при гърците Нике), така че малките пути са забравени за известно време. В сюжета „Клането на младенците“ пути с палмови клонки на мъченици в ръцете изобразяват душите на невинно убитите младенци във Витлеем.  
Възраждането на фигурата на путото обикновено се приписва на Донатело във Флоренция през 1420-те г., въпреки че има някои по-ранни проявления (например в Гробницата на Илария дел Карето, дело на Якопо дела Куерча в Лука). Оттогава Донатело е наричан „създател на путо-то“ заради приноса му към изкуството, който прави при възстановяването на класическата форма на путо. Той придава на путото различен характер, като вглага във формата християнски значения и я използва в нови контексти, като например ангели музиканти. Путите също започва да участва в произведения, показващи фигури от класическата митология, които стават популярни през същия период. Чувствеността на италианското изкуство през периода Куатроченто допринася за лесното усвояване на този древен мотив от християнската култура. Постепенно древните ероти се превръщат в италиански „пути“, но вече безкрили.
С течение на времето крилатите фигури започват да изобразяват душите на мъртвите, а безкрилите пути започват да се появяват изключително като декоративен мотив. Известни са и синкретични примери. Изображения на малки ангели с крила и ореоли около главите им, кръстоска между антични купидони и християнски ангели, могат да се видят на стенописите на Долната и Горната църква „Сан Франческо“ в Асизи. В алегорична фигура, която служи като един от стълбовете на амвона на Катедралата в Пиза, две бебета, които Църквата държи в ръцете си, олицетворяват ученията на Стария и Новия завет (Дж. Пизано, 1302-1311). В известната картина „Триумфът на смъртта" в Монументалното гробище на Пиза (около 1350 г.) летящи голи младенци със спуснати надолу факли символизират смъртта на тялото, а с вдигнатите нагоре факли - надеждата за възкресението на духа.
Най-известните примери са пути с цветни гирлянди от майолика от Лука дела Робия и „Путо с делфин“ (с крила) – скулптура на Андреа Верокио в двора на Палацо Векио (Флоренция, 1470 г.). В други композиции путите алегорично представят „суетата на светския живот“ и преходността на времето (композициите „Дете, хвърлящо кости“, „Ванитас“, „Суетата на суетите“).
Повечето ренесансови пути са по същество декоративни и украсяват както религиозни, така и светски произведения, без обикновено да вземат никакво действително участие в събитията, изобразени в наративните картини. Има две популярни форми на путо като основен обект на произведение на изкуството в Италианското ренесансово изкуство от 16 век: спящо путо и изправено путо с животно или друг предмет.  
В Галерия „Боргезе“ в Рим има необичайна творба на неизвестен скулптор (1609), вероятно повторение на ренесансова или елинистична скулптура. Нарича се „Сън“ или „Спящи пути“ (на итал. Putti dormienti): три крилати бебета, прегърнати, спят дълбоко върху мраморна плоча.
През 18 век, в епохата на Рококо и Неокласицизма, когато френският вкус доминира в европейското изкуство, италианската дума "putti" изчезва от художествения лексикон и вместо нея започват да се използват галантни френски имена: купидон (от лат. cupido - желание) или амурет (от фр. amourette - лека, мимолетна любов).

## Къде може да бъде открит путо
Пути, купидони и ангели могат да бъдат открити както в религиозното, така и в светското изкуство от 1420-те г. в Италия, началото на 16 век в Нидерландия и Германия, в периода на Маниеризма и Късния Ренесанс във Франция и в бароковите таванни фрески. Изобразяват ги много художници, но сред най-известните са скулпторът Донатело и художникът Рафаело. Двете спокойни и любопитни пути, които се появяват в основата на Сикстинската Мадона на Рафаело, биват възпроизвеждани често.
Те също преживяват голямо възраждане през 19 век, където лудуват на картини на френски академични художници, от илюстрациите на Гюстав Доре за „Бесният Орландо“ (на Лудовико Ариосто) до реклами. 

### Иконография на путо
Иконографията на путите е умишлено нефиксирана, така че е трудно да се направи разлика между пути, купидони и различни форми на ангели. Те нямат уникални, непосредствено разпознаваеми атрибути, така че путите могат да има много значения и роли в контекста на изкуството. Някои от по-често срещаните асоциации са:
- Асоциации с Афродита, както и с романтичната или еротичната любов
- Асоциации с Небето
- Асоциации с мира, просперитета, веселието и свободното време

- Андреа Мантеня. Детайл от фреска в Залата на младожениците, Мантуа, 1470-1474 г.
- Андреа дел Верокио. Путо с делфин. 1470 г. Бронз. Палацо Векио, Флоренция
- Пиер-Александър Авлин (по Франсоа Буше), Три пути до картуш, 1727–1760, Музей на изкуството „Метрополитън“ (Ню Йорк)
- Жул Бойи (по Франсоа Буше), Изящните изкуства, 19 век, гравюра и офорт
- Пути занаятчии. Детайл от фриза във Вила Романини. 1894 г. Инкрустация. Пьорч, област Клагенфурт, Австрия
- Гоблен на Хестия – произведение на изкуството от 6 век, изобразяващо шест пути, обслужващи богинята Хестия.
- Продавачка на Аморини, фреска във Вила Ариана, Стабии (Национален археологически музей, Неапол)
- Пути, детайл от Сикстинската мадона на Рафаело Санцио, 1513-1514 г.